# Далматин
Далматинец (на латински: Furlinos) e хърватска порода домашно куче с характерна разцветка на космената покривка – снежнобял основен цвят, обсипан с петна, чийто размер варира от 2 до 3 см, като на главата и крайниците петната са по-дребни. Съществуват две цветови разновидности – бяла с черни петната или бяла с шоколадови петната.
Новородените далматинчета са чистобели. За появата на допълнителния цвят с форма на точки, отговаря ген с късна експресия. Първите петната се появяват около 10-ия ден от живота и се насищат като нюанс през следващите 20 дни. Основното опетняване е оформено окончателно около 50 – 60 дневна възраст, когато малките могат да бъдат отделени от майката. Ноктите може да са бели или в унисон с цвета на точките. Носната гъба е със същия цвят като точките.

## Произход и история
Смята се че произходът им е Далмация – сегашна Република Хърватия. В България порода далматин е разпространена масово през 90-те години на 20 век. Породата е рядка за България, а качествените екземпляри са регистрирани в Български далматин клуб, където се провеждат задължителни тестове за генетични заболявания, тъй като развъждането на далматин е изключително трудно и изисква определени познания.

### Общи параметри на породата
Далматинът е куче с над среден размер, силно и издръжливо. Спокойно преодолява дълги преходи. Пропорциите на тялото му са хармонични.

### Темперамент
Спокойно, уравновесено, общително и дружелюбно куче.

## Външен вид
Далматинът е добре сложено куче със среден размер, с пропорционално и хармонично телосложение, с чисти изваяни линии.
- Носна гъба: При черно-белите е задължително черна. При кафяво-белите е кафява.
- Зъби: Захапката е ножицообразна.
- Очи: Тъмнокафяви при черноточкуваните и кехлибарени до жълтокафяви при кафявоточкуваните.
- Уши: Разположени са високо, среден размер, широки в основата си.
- Опашка: Високо поставена, силна, широка в основата си и постепенно изтъняваща към върха. В спокойно състояние е спусната надолу, с лека извивка нагоре в долната си част (саблевидна).
- Космена покривка: къса, гъста, плътно прилягаща, блестяща и твърда на допир. Основният цвят на козината е чисто бял, с контрастни черни или кафяви (шоколадови) петна.
- Дължина на тялото: височина при холката е приблизително 10:9. Форматът на тялото е леко разтеглен.
- Дължина на черепа: дължина на муцуната е 1:1
- Височината до лакътната става (предни крайници) е 50% от височината до холката
- Международна квалификация: Стандарт на породата по FCI # 153/14.04.1999.

Височината при холката:
при мъжките е 56 – 62 см 
при женските е 54 – 60 см
Средно тегло:
при мъжките е 27 – 35 kg 
при женските 23 – 29 kg.
Пороци и недостатъци в екстериора и здравословното състояние – Очи: сини ириси, сини петна в кафяв ирис, очи с различен цвят. Цвят на космената покривка: лимонов, прасковен или синкав оттенък на точките, чисто бял цвят без точки, черни и кафяви точки при един индивид (трикольор), тигрови точки, вродено петно, Други: конвергентни линии на главата, отсъствие на повече от 6 зъба, липса на пигмент на носната гъба, завита опашка, грубокосмест или дългокосмест, немотивирана агресия към хора или немотивиран страх от хора. Здравословни: ентропия, ектропия, глухота.

## Характеристика
Далматинът е със здраво-сух тип конституция, атлетичен, с плътна и здрава костна система и силна релефна мускулатура. Анатомията на тялото има точни пропорции, които е желателно да бъдат спазени.

### Отглеждане на Далматин в къща
Отглеждането на далматинец в къща определено би се отразило благоприятно на кучето, стига то да не бъде превръщано в дворно куче. Далматинците имат нужда от много пространство, където да тичат, подскачат и дори да ловуват въображаем дивеч.
Ако оставите кучето навън обаче, има опасност то да се простуди. Тази порода е чувствителна към ниските температури и трябва много да се внимава къде точно кучето се оставя да спи. Не му позволявайте да ляга в коридори със студени плочки.
От друга страна, оставено на двора дори и за малко, кучето бързо ще влезе в ролята на пазач, така че можете да сте сигурни, че няма как нежелан гост да се опита да влезе в дома ви, без далматинецът да сигнализира за това.

### Отглеждане на Далматин в апартамент
Оставянето на кучето от тази порода в апартамент е бомба със закъснител. Още в най-ранна възраст кучето ще покаже колко добре може да разхвърля дрехи и колко му се услаждат всякакви чехли, пантофи и маратонки. Завесите и мебелите също няма да останат незабелязани.
Въобще поведението на този петнист пес в затворено пространство може да се сравни до голяма степен с това на джак ръсел териер. Колкото и да се опитвате да възпитавате далматинеца, той ще си остане със свободолюбив дух, който не може лесно да бъде затворен в тясно жилище.
Истината е, че Далматина има нужда от много движение. Той е идеалното куче за лов или за джогинг, но не и за компаньон, който да стои кротко на дивана.
Ако вие не сте от най-активните личности, може би трябва да се откажете от идеята за далматинец и да се спрете на куче-играчка като померан или пекинез.

### Далматина и други домашни любимци
Отношението на Далматина към останалите животни зависи най-вече от степента на неговата социализация. Ако още в детска възраст то бъде отглеждано с други палета (дори и от различни породи), ще свикне с тях и ще ги приеме.
В по-зряла възраст обаче невинаги би приело положително съжителството с друго домашни любимци. Ако те са по-малки не е изключено, често да се опитва да ги ступва.
Далматините трябва да се държат под око и ако във вашия дом или в този на съседите ви има пернати. Колкото и строго да е дресирано кучето, винаги има опасност позаспалият ловец в него да се събуди и да остави някоя кокошка без пера или да закуси с нея.

### Особености на характера
Кучетата от тази порода са известни със своето спокойствие и уравновесеност. Социални и дружелюбни, емпатични, обичат децата, но са недоверчиви към непознати. Далматинът е с развито чувство за собствено достойнство. С лекота се привързва и е добър компаньон. Оставен дълго без човешко присъствие става меланхоличен. Подходящ е за хора, които водят активен начин на живот. Далматинът може да бъде обучен за охрана или за лов (и като гонче и като птичар).